# Lost and Won (film 1911)
Lost and Won è un cortometraggio muto del 1911. Il nome del regista non viene riportato nei credit del film prodotto dalla Selig Polyscope Company e interpretato da Hobart Bosworth.

## Produzione
Il film fu prodotto da William Nicholas Selig per la sua compagnia, la Selig Polyscope Company. Venne girato a Maricopa, in California.

## Distribuzione
Distribuito dalla General Film Company, il film - un cortometraggio di una bobina - uscì nelle sale cinematografiche statunitensi l'8 maggio 1911.